# Gualaco (kommun)
Gualaco är en kommun i Honduras.   Den ligger i departementet Departamento de Olancho, i den centrala delen av landet, 160 km nordost om huvudstaden Tegucigalpa. Antalet invånare är 17 271.